# Görschen
Görschen là một đô thị thuộc huyện Burgenland, bang Sachsen-Anhalt, Đức. Đô thị Görschen có diện tích 9,36 km², dân số thời điểm ngày 31 tháng 12 năm 2006 là 527 người.